# ساندرا نیلسون
ساندرا نیلسون (به انگلیسی: Sandra Neilson) ورزشکار زن رشتهٔ شنا اهل کشور ایالات متحده آمریکا است. وی در بین سال‌های ‎۱۹۷۲ میلادی در مسابقات بازی‌های المپیک تابستانی در مجموع ۳ مدال طلا را کسب کرد.